# 约翰·菲尼斯
约翰·米切尔·菲尼斯 澳大利亚勋章 大英帝国勋章 英国国家学术院院士￼（1940年7月28日—）是一位澳大利亚法律哲学家和法学家，专门研究法学和法律哲学。他是亚里士多德和阿奎那的阐释者，并将杰曼·格里塞茨视为主要影响者和合作者。 他在认识论、形而上学和道德哲学领域做出了贡献。
菲尼斯曾于 1989 年至 2010 年间担任牛津大学法律和法律哲学教授，现为该校法律和法律哲学名誉教授。他还是圣母大学法学院的法学荣誉教授 ，以及圣母大学德尼古拉伦理与文化中心的永久高级杰出研究员。 他曾担任澳大利亚的多个州政府的顾问，特别是在昆士兰州和西澳大利亚州政府，主要负责各州与联邦政府和英国的关系。
他在英国律师协会执业期间曾参与高等法院和上诉法院的案件。他是格雷律师学院的成员。他于2017年被任命为荣誉御用大律师。 在2019 年澳大利亚女王生日荣誉仪式上，芬尼斯被颁发澳大利亚勋章中的同伴勋章（这是该国平民能够获得的最高荣誉），以表彰他作为律师和法学家的杰出贡献。 他在2023 年新年荣誉典礼上被颁发大英帝国司令勋章(CBE)，以表彰他对法律学术的贡献。 
他指导过的博士生包括美国联邦最高法院助理法官尼尔·戈萨奇 、澳大利亚联邦法院法官苏珊·肯尼（Susan Kenny） 、普林斯顿大学罗伯特·P·乔治和乔治敦大学约翰·基翁（John Keown）。 2013 年，乔治和基翁就菲尼斯在媒体领域中的工作总结道：“例如，他曾与BBC 的《新闻之夜》中的玛丽·沃诺克以及第 4 频道中的乔纳森·格洛弗辩论胚胎研究；又在同一频道的《黑夜之后》中与一位具有领袖地位的荷兰安乐死支持者讨论了安乐死，并在《星期日电讯报》上撰写了一篇关于优生堕胎的文章。</link>

## 早年生活和教育
菲尼斯曾就读于阿德莱德圣彼得学院和阿德莱德大学，而且是阿德莱德大学圣马克学院的成员。他在那里获得了法学学士学位(LL.B.)，并于 1962 年获得了牛津大学学院的罗德奖学金，并在那里获得了哲学博士学位，其论文涉及澳大利亚联邦宪法的司法权概念。  同年，菲尼斯皈依了罗马天主教。 
菲尼斯是昂山素季(也是牛津大学毕业生)的朋友，并在1989年提名后者为诺贝尔和平奖候选人。昂山素季最终赢得了该奖项，但直到 2012 年 6 月才领奖。当时她回忆其已故丈夫迈克尔·阿里斯前来探监，正是那时丈夫向她带来了菲尼斯提名她的消息。 

## 出版物
菲尼斯是多本哲学著作的作者。他最著名的著作是《自然法与自然权利》￼（1980 年，2011 年），这是对法哲学的开创性贡献，也是对自然法学说的重述。对于菲尼斯来说，有七种基本善：生命、知识、游戏、审美体验、友谊、实践合理性、宗教。他的《道德基础》收录了菲尼斯 1982 年在乔治城大学发表的六场卡罗尔讲座。他出版了五本论文集：《行动中的理性》、 《意图与身份》、 《人权与共同善》、 《法哲学》、 《宗教与公共理性》。 以下是他的出版物的完整列表。
- 《自然法与自然权利》，牛津：克拉伦登出版社，1980 年；第二版。 ，2011。 。
- 《道德基础》，华盛顿特区：乔治城大学出版社，1983 年。ISBN 978-0-87840-408-7国际标准书号 978-0-87840-408-7 。
- 《核威慑、道德和现实主义》 ，与 JM Boyle Jr. 和 Germain Grisez 合着，牛津：克拉伦登出版社，1987 年。ISBN 978-0-19-824791-3国际标准书号 978-0-19-824791-3 。
- 《自然法》，2 卷（作为编辑），纽约：纽约大学出版社，1991 年。ISBN 978-0-8147-2603-7国际标准书号 978-0-8147-2603-7和ISBN 978-0-8147-2604-4 。
- 《道德绝对：传统、修订与真理》，华盛顿特区：美国天主教大学出版社，1991 年。ISBN 978-0-8132-0745-2国际标准书号 978-0-8132-0745-2 。
- 《阿奎那：道德、政治和法律理论》，牛津：牛津大学出版社，1998 年。ISBN 978-0-19-878085-4国际标准书号 978-0-19-878085-4 。
- 《约翰·芬尼斯论文集》，5 卷，牛津和纽约：牛津大学出版社，2011 年。ISBN 978-0-19-968993-4国际标准书号 978-0-19-968993-4 。

## 菲尼斯的学术贡献精要

### 引子
贯穿菲尼斯著作的一个统一主题是他对人类自由的重视，即一个人对他想要过的生活做出决定的能力。此类决策涉及在不可通约的基本善之间进行选择，而实践理性必须遵循这些选择才能实现期望的目标。成熟地行使自由将避免故意侵害任何基本善，并会以不同的方式和程度促进其实现。在集体层面上，我们能发现指导法律（自然法和自然权利）和政治决策制定的类似逻辑。有鉴于此，讨论将主要围绕意向性、审慎性、道德选择和公平等概念展开。其中，关于宗教的讨论将会得到更广泛的考虑。随后是对菲尼斯法哲学的简要讨论。最后一部分，我们将总结芬尼斯哲学的认识论和本体论基础，正如他在《伦理学基础》中所阐述的那样。这篇短文中所选择的主题无法全面地反映菲尼斯的大量著作，其中包括哲学、法律、政治和宗教主题，以及与这些领域的领先思想家的争论。希望读者能去探索他的著作原本，以更好地了解他的思想。

### 道德
基于对事实、可能性和结果的经验，一个人很容易理解人类善的基本形式，即对自己和他人都有有益。而一个人的意志从根本上来说就是一个人对这种理解的反应。 “应该”并不源于“是”，因为实践推理的首要原则不是由逻辑推导出来的，而是即刻被智力所理解的。道德是对基本善整体及其对人类繁荣的影响进行反思的结果。 菲尼斯驳斥了大卫·休谟将道德视为一种导致赞同或反对的同情情感的说法，并指出休谟也期望这种情感得到其他人的认可和同意。因此，休谟的道德是基于理性而不是同情，尽管“休谟正式而有力地反对这一观点”。 菲尼斯将合理性视为无私和公正的观点，这些观点旨在了解在某个时间点什么对每个人来说都是最好的。根据菲尼斯的说法，路德维希·维特根斯坦“在他的沉思中对一个核心问题摇摆不定”，因为经验事实的命题不一定是正确的。 然而，菲尼斯通过诉诸反证法，使用形式逻辑来捍卫真理的不证自明。 

### 意图
菲尼斯的著作通过强调个人主体性的优势地位，表现出了对保护个人免受机关虐待的强烈关注。 为此，菲尼斯利用柏拉图的《高尔吉亚篇》对话，主张（反对尤尔根·哈贝马斯的商谈伦理）沉默是道德的和有意义的，因为它是反思和内心深思熟虑的场所。 他进一步认为（反对现行英国法律）法院必须区分直接意图和意外副作用，并且不能仅仅根据可预见性来推断意图。  “当然，出于意外副作用而导致死亡往往是不正义的，但这种错误是相对于具体情况而言的，而至少保护无辜者的戒律则不然。” 一个为了获得保险金而爆破飞机，导致杀死了飞行员的人，即使能够预见到飞行员的死亡，也不意味着他是有意杀死飞行员的。另一方面，芬尼斯指控任何同意在一些额外情况发生的条件下做某事（这被称为具有准备性意图）的人都应承担道德和法律责任——例如英国的核威慑政策，它其中包括了当对英国城市的核攻击发生时以平民作为目标的可能性。 芬尼斯认为， Veritatis Splendor要求道德家采用行动者的视角。其含义是，没有任何行为天然是有罪的，其罪性是行为人的意图、意志或目的的功能 （与阿奎那对ingenere naturae与ingenere moris之间的区分一致）。因此，传统的“手段是为了目的而设计”的观念被菲尼斯抛弃，转而支持区分预期目的（直接效果）和非预期副作用（非直接效果）。例如，这解释了为什么出于杀死敌人的欲望而开枪是错误的，而仅仅为了自卫而开枪则是对的。 菲尼斯在好几个方面与安斯科姆对意图的理解不同。 

### 理智
菲尼斯指出，亚里士多德对理智（或者说实践智慧）的讨论未能提供伦理指导，因为它关注的是手段的选择，而未能具体说明什么才是目的； 然而，阿奎那对这个问题的解决方案经常被误解。目的就是基本善，而理智涉及的是对目的和实现目的之手段的深思熟虑，这两种情况都以实践理性为指导。 美德不仅仅是良知的结果，它还包括了目的及其手段之选择的吸引力。对某些基本善的选择可能会导致对其他善的损害甚至压制，只要这种损害或压制并非有意为之（就还能被称为是在选择善，或者说在道德上是正当的）。 避孕、堕胎和安乐死是错误的，因为它们通常涉及直接选择违背“生命”这一基本善。 菲尼斯反对列奥·施特劳斯和其他人，他认为即使在社会存续受到威胁的极端情况下，故意夺取无辜生命也是错误的。 追随亚里士多德，菲尼斯在自己的思考中非常重视友谊这一基本善，因为它涉及无私的爱，超越了对他人的单纯义务感，因此是道德的理想基础（反对菲利帕·福特）；然而，除非将与上帝的友谊作为一项普遍原则，否则这一理想仍然不完美。 菲尼斯认为，阿奎那的“良好生活”是所有基本善和谐发展的结果，但它无法在今生实现（不完美的美）。 

### 道德选择
通过选择不成为一个杀人犯，苏格拉底以他认为最好的方式塑造了世界——承受他人的错误比自己做错误的事更好。任何试图通过考虑可预见的后果（后果论），或通过将善与恶（功利主义）相比较，或通过将价值与“贬低”（比例主义）进行比较来证明苏格拉底的选择合理性的企图，都会失败，因为他们都会得出结论：两起谋杀案比一起更糟糕。 康德的论证也失败了，因为它们关注的是通过普遍化来避免内部矛盾。但逻辑无法解释道德选择，“道德选择关系到一个人想作为谁或成为谁”。康德关于“自然目的”的主张也不能得到尊重，因为他所说的“自然”指的是自然科学。 菲尼斯指出，阿奎那从未试图通过比例主义论点来解决道德问题，例如“选择较小的恶”的概念； 然而，康德在他的“因果问题”中同时陷入了直觉主义和结果主义，“就像二十世纪末的伦理学一样”。 菲尼斯声称功利主义诉诸亚理性欲望（幸福、欲望、感性冲动、感性动机……）。此外，功利主义并没有与多元主义冲突（他们都被菲尼斯拒绝），因为多元主义既不关心真理，也不关心证据或洞察力，而是关心观点——从而诉诸欲望、恐怖、自我偏好或惯性作为决策的基础。 

### 公平
道德决策涉及通过回应“每项基本善所提供的行动理由、实践理由”来寻求人类整体的最终成就。 由此可见，人不可故意伤害他人，或以恶报善；相反，一个人必须公平对待他人。 公平并不涉及善与恶的理性比较；相反，它是由黄金法则指导的，从人类整体成就的视角，通过基于“一个人自己对具体记忆、经历或想象的各种好与坏的不同感受”的替代选择进行比较（参见亚里士多德所说的“理性性格的成熟人” ）。 类似地，关于在私人道路上行驶的速度，或者是否建立英国法律中的信托制度的决定，不是由社群作出的，也不是基于理性判断，而是基于如上所述的方式达成的决定。 对法律的不同解释可以从两个方面进行比较：与法律材料（例如先例）的契合度和道德妥当性。当对材料契合度的最佳解释与对道德妥当性的最佳解释不同时，就会出现棘手的情况。由于材料契合度和道德妥当性是不可通约的，因此对于疑难案件不可能有唯一正确的解释，解决方案必须在公平的基础上实现。 

### 宗教
宗教是以合乎上帝对人类繁荣的期望之方式进行的自由行动。弗里德里希·尼采“通过实验的方式”拒绝真理，违背了他信条的严肃性，而卡尔·马克思拒绝接受有关终极起源的问题，导致了“自我创造的幻想”。 信仰源于“遵守理性探究和判断所需之规范的理性必要性……以克服无知、幻觉和错误”； 科学寻找原因并将偶然视为巧合的残余。 关于宇宙的必然性或无因性的论证是不合理的，因为宇宙的任何组成实体或事态描述都是不可发现的。 菲尼斯拒绝了理查德·道金斯在《上帝错觉》中不断增加复杂性的主张，并引用了查尔斯·达尔文的“对上帝存在的信念”，“因为思想这个巨大而奇妙的宇宙（就包括人类对过去和未来的认知能力而言）是极其困难的，或者更确切地说是不可能的……我应当被称为有神论者”。 神圣的启示增强并纠正了对自然理性的理解， 以便两者之间存在认知上的相互依赖，即反思平衡。在理想的认知条件下（没有自利和激情），在正确和错误的问题上会有广泛的共识，这支持诉诸更高阶的原则（上帝）。 对上帝的信仰对我们在世界上的行为产生影响。约翰·杜威将知识与实际控制相结合破坏了“在见识到纳粹主义及其类似者的恶果之后必须坚持的人权”。 由于宗教论证诉诸理性，因此它是公共理性的有效运用，无神论和不可知论都不应被视为公共理性、审议和决策中的默认立场。 宗教值得宪法保护，并应由法院对其与自然理性一般原则之间的妥当性进行批判性分析。 罗尔斯的论点不能反对某些会消除宗教自由的伊斯兰教版本（注意，在n.21中，菲尼斯认为阿奎那对异端进行强制的支持本质上是不合理的）。 与奥古斯丁相反，菲尼斯认为永生并不是脱离我们人类经验的美好愿景，而是我们道德上重要选择的完美。

### 法哲学
菲尼斯的法律概念在《自然法与自然权利》中得到了阐述。本节将总结他在《法哲学》第一部分和第二部分中的一些贡献。 在他的《法哲学》 的第三部分中，芬尼斯对法律推理（包括权利概念和类比推理）进行了批判性的阐述，在第四部分中，他讨论了革命带来的法律挑战以及投票支持不公正法律的可能性。
实在法的权威并非来自概念的一致性（事实上，矛盾的法律可以共存）或者既定程序。 相反，他们的权威来自于道德；法律“在世界上与道德占据同样的地位：[……]我应该做什么以及我应该成为什么类型的人”。 这是任何具体法律的核心（或最有意义）特征，任何法律制度的完善都以此为前提。 独立的个人绝不会遵守不利于其利益或不公正的特定法律，除非他们认为整个法律体系是公平的（基于黄金法则），因为它支持基于促进基本善的共同善。 不公正的法律不是真正意义上的法律，“尽管它们仍然可以在合理的有意识的审议中发挥作用，并且当然值得关注和描述”。 菲尼斯反对约瑟夫·拉兹的观点，坚持认为道德并不是法律之外的东西，因为法律使道德追求（例如人与人之间的合作）成为可能——“法律将自己呈现为人际和交易的无缝网络”。 具体的法律或法律规定是一般道德原则的应用，它可以采取多种不同的形式。因此，引导法律制定的实践推理过程并不像“按照食谱做煎蛋卷”一般  （这一概念在菲尼斯对德沃金法律帝国的批判中得到进一步发展 ） 。芬尼斯拒绝将以下观点视为法律实践推理的有效解释：法律的经济分析、博弈论、合作问题、康德的理性和约翰·罗尔斯的原始立场。 反对HLA哈特，菲尼斯拒绝将“生存”作为该法则的核心特征：“人类理性也可以通过反思得出结论，不受限制的自我偏好所涉及的任意性本身就是对‘理性’的偏离……”。 他进一步拒绝了哈特的行动理论，因此规范性来自于理由而不是决定。 菲尼斯在他的《法律史的伟大旅程》中表明，自然法传统对法律的各个方面都比法律实证主义提供了更好的解释，包括权利的含义、权威、法律方法论、制度性、侵权法、合同法、刑法、国际法等。菲尼斯认为，法律的定义“不能通过任何渴望保持中立的纯粹‘分析’技术来解决”，它必须“在某种程度上参与对道德秩序的反思……”，这对任何参与制定和应用法律的人都有影响。 哈特的内在观点只有以对基本善的理解为前提，才作为社会科学的方法有意义。 帕特里克·德夫林的“积极道德”不能作为法律的基础，因为它只是一群人持有的一套观点，缺乏批判的反思性。 威廉·布莱克斯通的自然法概念在他的法律概念中没有任何作用，因为它是贫乏的，因为它以“自然状态下的赤裸个人为标准”。 马克斯·韦伯驳斥了自然法，因为他拒绝接受价值的客观性，即价值对智力的可及性 （哈特也是如此 ）。菲尼斯根据亚里士多德和阿奎那的观点对实在法进行了解释， 并对后现代主义和批判法学进行了尖锐的批评，因为它们是自我毁灭的。

### 伦理的基础
本书阐述了菲尼斯著作的本体论和认识论基础。这包括拒绝人类善源于人类欲望的观念，而支持“人类善是基本善的实现和参与”这一观点。因此，“认识论不是‘伦理学的基础’”（第21页），相反，伦理关注的是对个人所经验的基本善的推理。罗伯特·诺齐克对“体验机器”的比喻表明，欲望不能指导道德，因为没有人会选择一生的快乐而不是成就。人们在追求“完美”的过程中被基本善所吸引，而不是休谟式的满足。假装满足每个人需要的薄弱的善理论，例如约翰·罗尔斯提出的理论，导致了对实践理性的薄弱解释。菲尼斯拒绝接受来自酷儿主义和自然主义的论点，这些论点会否认价值陈述的客观性。这种客观性可以与颜色的客观性进行比较：“英国的邮箱被视为红色，因为它们是红色的......”“红色邮箱”并不是“对人类而言的红色邮箱”的缩写（第65页）。红色是一个“拟人化的类别”（即与物体本身不同，但仍然客观真实和有效）。芬尼斯提出“理性的透明性”，因此“我认为p（因为……）”对于“情况就是p”或简单的“p”来说是透明的；并将这种推理与良心的（而不是有关良心的）问题的本质联系起来。遵循八个或九个基本要求的实践合理性提供了一个弥合基本善和价值之间差距的中间原则。菲尼斯捍卫自由的可能性，提出自由已经涉及行使自由（无论相信与否）。对基本善的任何选择都必须涉及自由的行使，因为它们是不可通约的。这样的选择创造了重要的承诺（通过对未来选择和行动的一致性的期望），直到做出不相容的选择（包括对先前选择的悔改）。选择不仅被智力理解为A或B，而且很像知识或理解，涉及性格的选择。该书还包含对康德主义和功利主义伦理学的广泛方法论批判。

## 批评
约翰·格林亚（John Greenya）在其关于菲尼斯在牛津大学时的学生尼尔·戈萨奇（Neil Gorsuch）的书中描述了芬尼斯的观点，他说：“约翰·菲尼斯的一些观点非常有争议。例如，在捍卫他长期以来反对同性婚姻和同性婚姻的立场时，他曾经将它们与兽性相比较。” 
哲学家斯蒂芬·巴克尔认为菲尼斯提出的基本善清单似乎是合理的，但他指出，“当菲尼斯继续具体说明实践合理性的基本要求时，他的说法变得更具争议性”。他认为芬尼斯要求实践理性要求“尊重每一个行为中的每一个基本价值”，其目的既是为了排除伦理学中的结果主义，也是为了支持天主教会在一系列有争议的问题上的道德观点，包括避孕和手淫，他认为这破坏了其合理性。 
菲尼斯关于自然法伦理学的著作一直是新托马斯主义和分析界争议的根源。克雷格·帕特森认为他的工作很有趣，因为它挑战了新托马斯主义和分析哲学的一个关键假设：自然法伦理学必须基于从描述性（或“应该”）导出规范性（或“应该”）陈述的尝试。是”）陈述。 

根据安德鲁·沙利文的说法，芬尼斯基于新自然法阐明了“对同性恋的一种可理解而且微妙的解释”，新自然法是自然法理论的一个不太基于生物学的版本。菲尼斯认为，国家应该阻止公众对同性恋行为的认可，但也同时拒绝基于性取向来迫害个人。这一立场不是基于主张“同性恋是不自然的”，而是基于它不能涉及生育和异性结合才能做出的情感承诺。例如，以下摘录来自他 1994 年的文章“法律、道德和‘性取向’”：
简而言之，除非性行为是婚姻性的（实现了婚姻的全面统一），否则性行为在重要性上就不一致（因为婚姻的共同善有两个方面）。性行为必须同时兼有友谊性行为的慷慨，也具有生育上的重要性，否则性行为就不是婚姻性的。 ...显而易见的事实是，那些提出“同性恋”意识形态的人没有原则性的道德理由来反对（谨慎和适度的）乱交，之所以称为乱交是因为事实上他们可以允许，通过人们可能偶然发现的任何可以友好接触或欢迎的（人类或其他生物的）孔来获得性高潮的快感。 
菲尼斯早些时候在文章中指出，”如果两个陌生人从事此类活动是为了给彼此带来快乐，或者妓女取悦客户以给他带来快乐以换取金钱，那么同性活动“不能表达或做更多的事情。”亦即，同性生活没有问题，但不可能与婚姻的概念有关。沙利文认为，这种保守立场很容易受到批评，因为现有家庭的稳定最好通过接受其中的同性恋者来实现。 其他学者，如斯蒂芬·马塞多和迈克尔·J·佩里，也批评了芬尼斯的观点。 

## 文章和视频讲座精选
- 阿奎那的道德、政治和法律哲学 （页面存档备份，存于）
- 波斯纳法官在婚姻问题上的严重不公正 （页面存档备份，存于）
- 自然法：古典传统PDF（互联网档案馆）
- 人的优先权PDF
- 婚姻的美好与性关系的道德 （页面存档备份，存于）PDF
- 法律、道德和“性取向” （页面存档备份，存于） PDF

### 视频讲座
- 神与人 （页面存档备份，存于）
- 宗教自由 （页面存档备份，存于）